# 323 f.Kr.

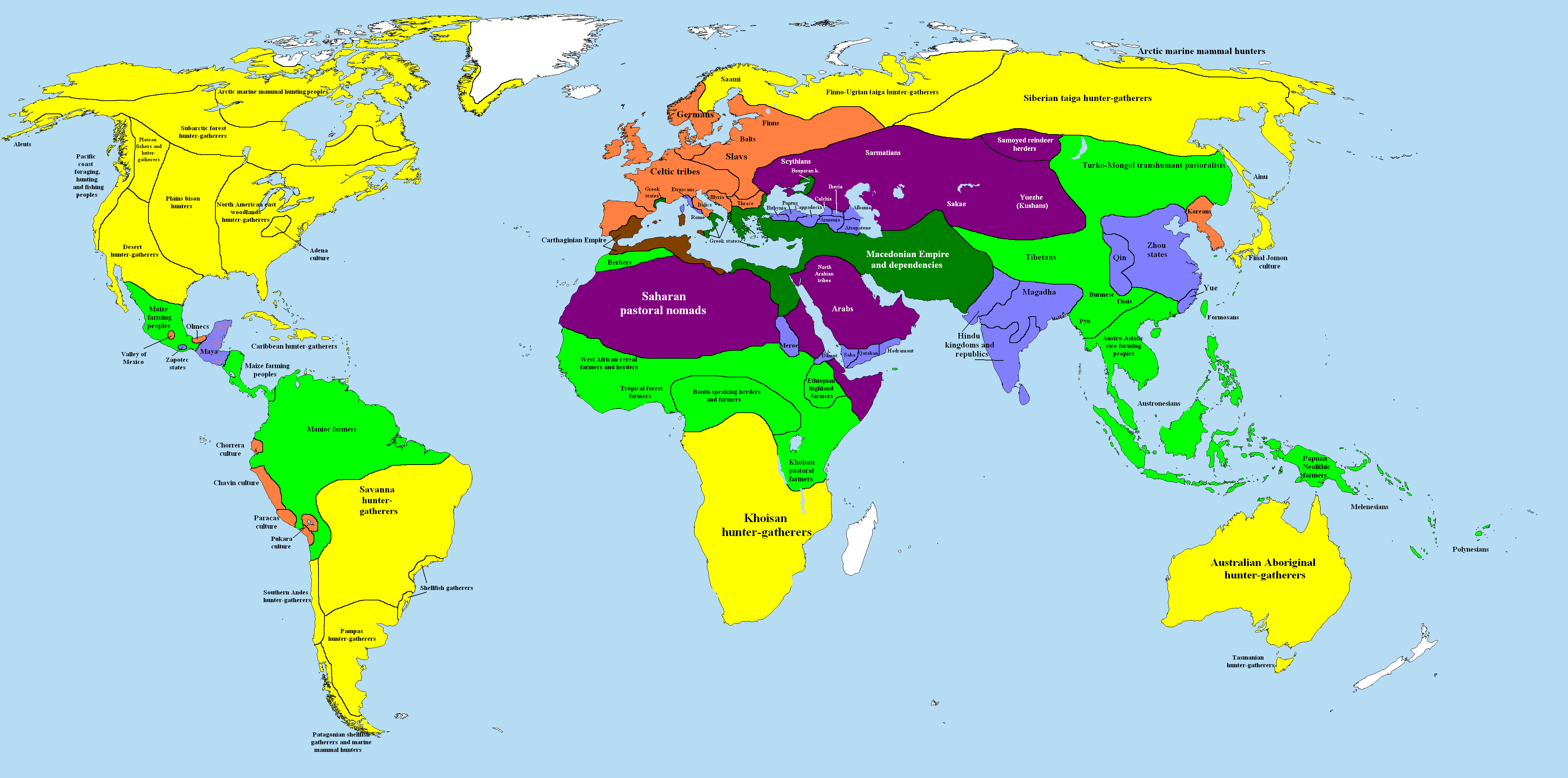
Världen 323 f.Kr.

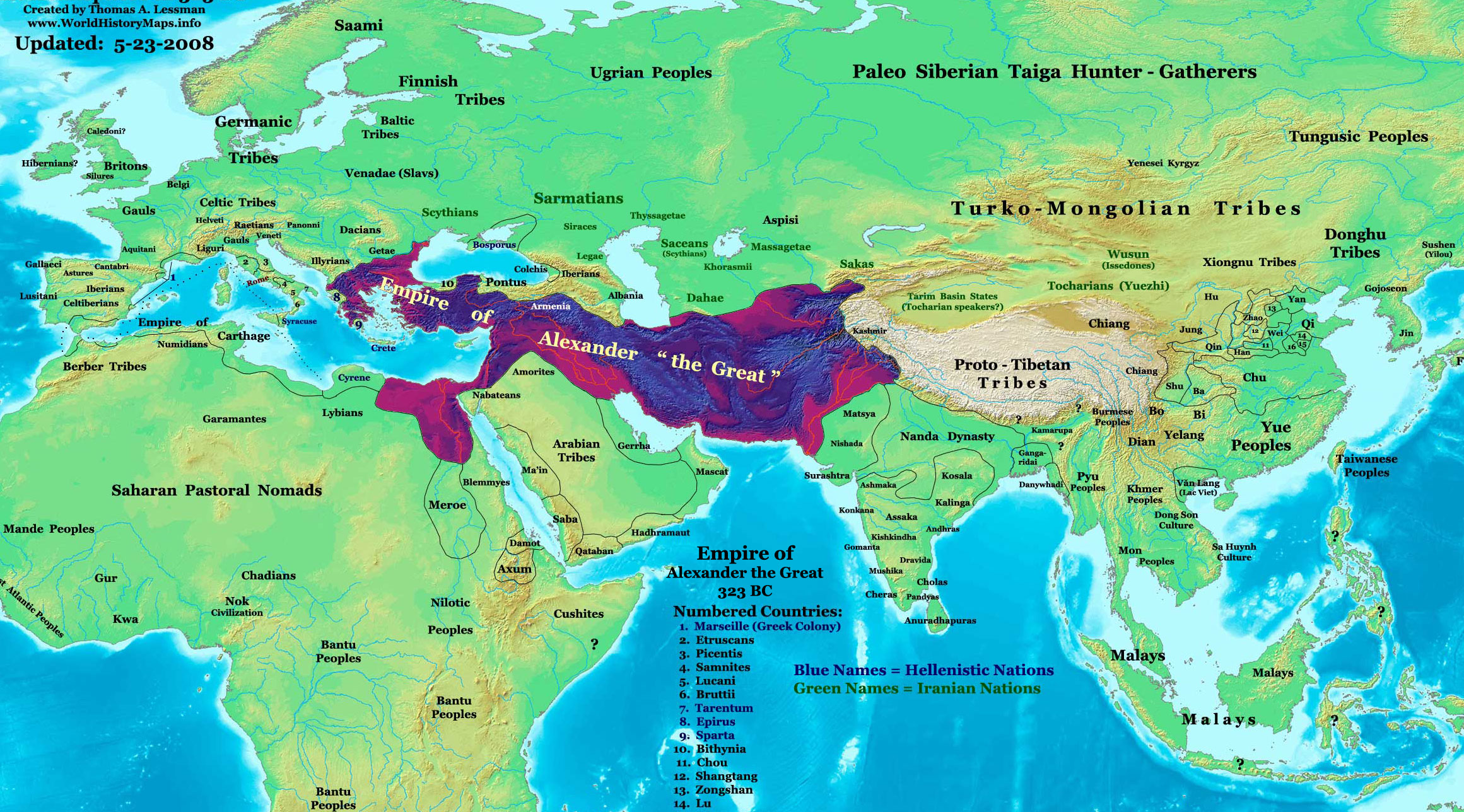
Gamla världen med Alexander den stores rike 323 f.Kr.

## Händelser

### Efter plats

#### Makedoniska riket
- 10 juni – Alexander den store dör i Babylon, tio dagar efter att ha blivit sjuk till följd av utdraget festande.
- Delningen i Babylon bestämmer hur Alexanders erövrade territorier skall delas mellan hans generaler. Delningen är resultatet av en kompromiss, i huvudsak utarbetad av Eumenes, efter meningsskiljaktigheter mellan Meleagros, som vill ge hela makten till Filip III (utomäktenskaplig son till Filip II av Makedonien och Filinna av Larissa), och Perdikkas parti, som vill vänta på födelsen av Alexanders arvinge (den blivande Alexander IV av Makedonien) (som hans första hustru Roxana bär på) för att ge honom tronen under en förmyndares kontroll.
- Enligt överenskommelsen blir Filip III kung, men Perdikkas blir, som riksföreståndare, den som får makten över Alexanders rike. Perdikkas övervakar sedan delningen av riket mellan Alexanders generaler och satraper, som stödjer honom i hans dispyt med Meleagros. Enligt överenskommelsen delas territoriet upp enligt följande:
  - Antipater får kontrollen över Makedonien och Grekland (tillsammans med Alexanders överstelöjtnant Krateros).
  - Laomedon blir guvernör av Syrien och Fenicien.
  - Filotas blir härskare över Kilikien.
  - Peithon tar över Medien.
  - Antigonos blir guvernör av Pamfylien och Lykien.
  - Leonnatos får Frygien.
  - Neoptolemos övertar Armenien.
  - Ptolemaios får Egypten.
  - Eumenes blir härskare över Kappadokien och Paflagonien
  - Lysimakos blir guvernör över Thrakien.
- Perdikkas utövar stort inflytande i Asien som "högste general" och kan därmed se till, att Alexanders bestämmelser till största delen följs:
  - Taxiles och Porus skall styra över sina kungariken i Indien.
  - Alexanders svärfar Oxyartes härskar över Gandhara.
  - Sibyrtius regerar Arachosien och Gedrosien.
  - Stasanor får makten i Arien och Drangiana.
  - Filip får kontrollen över Baktrien och Sogdiana.
  - Fratafernes styr över Partien och Hyrkanien.
  - Peukestas regerar Persis.
  - Tlepolemos får överta Karmanien.
  - Atropates övertar norra Medien.
  - Arkon av Pella kontrollerar Babylonien.
  - Arkesilas tar över norra Mesopotamien.
- Meleagros och omkring 300 av hans partisaner dödas av styrkor, som är lojala till Perdikkas. Alexanders första hustru, Roxana, ser till att hans andra hustru,  Stateira, blir dödad.

#### Grekland
- Några av de nordgrekiska städerna, inklusive Aten, gör uppror mot den makedoniske härskaren Antipater efter nyheten om Alexanders död. Atens handlingar initieras genom den atenske generalen Leosthenes och den atenske talaren Hypereides tal. Med stöd av städer i mellersta och norra Grekland, besegrar atenarna Antipater på slagfältet. De tvingar honom att ta sin tillflykt till staden Lamia, där han belägras i flera månader av de grekiska allierade.
- Vid den starka antimakedoniska reaktionen i Aten vid Alexanders död anklagas den grekiske filosofen och vetenskapsmannen Aristoteles för ogudaktighet. Han lyckas dock fly till Kalkis i Euboeia.
- Theofrastos, som har studerat i Aten under Aristoteles, blir ledare för Lykeion (den akademi i Aten, som Aristoteles har grundat) när denne tvingas lämna staden.
- Efter Alexanders död återkallar atenarna Demosthenes från hans exil och tillhandahåller pengar för att betala hans böter.

## Födda
- Alexander IV, son till Alexander den store och Roxana, kung av Makedonien från födseln till sin död 309 f.Kr.

## Avlidna
- 10 juni
  - Alexander den store, kung av Makedonien och erövrare av Persien och Indien (född 356 f.Kr.)
  - Diogenes, grekisk filosof (född omkring 412 f.Kr.)
- Meleagros, en av Alexanders generaler (summariskt avrättad)
- Lykurgos, atensk statsman och talare (född omkring 396 f.Kr.)
- Parysatis II, persisk prinsessa
- Drypetis, persisk prinsessa
- Sisygambis , persisk prinsessa